# Grande vitesse ferroviaire en Pologne
L'introduction du Train à grande vitesse (en polonais Kolej dużych prędkości) a débuté en Pologne le 14 décembre 2014, avec l'introduction de 20 rames New Pendolino (en) non pendulaires circulant sur 4 lignes désignées rayonnant au départ de Varsovie. À partir de décembre 2017, il existe deux sections de rails à plus de 200 km/h, pour 136 km de long au total  ; et, à partir de décembre 2020, une vitesse de 200 km/h a été introduit sur 45 % de la ligne ferroviaire Varsovie-Gdańsk. Jusqu'au 14 décembre 2024, tous les services à grande vitesse exploités par PKP en Pologne étaient baptisés Express Intercity Premium (EIP). À partir du 15 décembre 2024, les chemins de fer polonais ont également introduit des trains tractés par des locomotives atteignant la vitesse maximale de 200 km/h, sous la marque Express InterCity (EIC).

## Connexions actuelles

La ligne ferroviaire centrale (Varsovie - Cracovie) : la ligne verte indique une vitesse maximale de 200 km/h (depuis 2014). Depuis le 13 décembre 2020, la limite de vitesse est également portée à 200 km/h sur la ligne ferroviaire Varsovie-Gdańsk.

Initialement, PKP Intercity n'utilisait que neuf rames par jour pour exploiter 23 services EIP de Varsovie à Gdynia, Cracovie, Katowice et Wrocław. Aujourd'hui, la plupart des 20 unités fonctionnent sur la ligne principale Cracovie - Varsovie - Gdańsk - Gdynia, circulant toutes les heures aux heures de pointe et toutes les 2 heures en dehors des heures de pointe. La ligne Gliwice/Bielsko-Biała - Katowice - Varsovie - Gdańsk - Gdynia est quant à elle assurée cinq fois par jour. Il y a deux Pendolinos par jour et par trajet sur la ligne de Wrocław. Les temps de trajet principaux sont de 2 h 58 min de Varsovie à Gdańsk, de 2 h 28 min de Varsovie à Cracovie et de 2 h 34 min de Varsovie à Katowice. Les services EIP de Varsovie à Wrocław circulent via la ligne principale CMK, Częstochowa et Opole, ne prenant que 3 h 42 min, contre jusqu'à 6 h pour l'itinéraire précédent via Poznań.
En plus de la ligne ferroviaire centrale (en) de Varsovie à Cracovie et Katowice, et de Varsovie à Wrocław, les Pendolino circulent également sur les 350 km du Chemin de fer Varsovie-Gdańsk. Entre 2011 et 2015, la ligne Varsovie-Gdańsk-Gdynia a fait l'objet d'une modernisation majeure pour un coût de 3 milliards de dollars, financée en partie par la Banque européenne d'investissement, comprenant le remplacement des voies, le réalignement des courbes et le déplacement de sections de voie pour permettre des vitesses allant jusqu'à 200 km/h, la modernisation des gares et l'installation du système européen de contrôle des « trai »ns de niveau 2, achevée en juin 2015. 
Plusieurs sections de la ligne ferroviaire centrale autorisent actuellement des vitesses de 200 km/h (avec un record de vitesse actuel en Pologne de 293 km/h), mais seulement 160 km/h étaient utilisés en service commercial. Les chemins de fer polonais avaient prévu d'acheter des trains Pendolino dès 1998, mais le contrat a été annulé l'année suivante par la Cour des comptes en raison des pertes financières subies par les chemins de fer polonais.

## Propositions
Historiquement, de nombreuses propositions et plans ont été mis en place par plusieurs gouvernements polonais et/ou groupes d’intérêt cherchant à introduire le train à grande vitesse en Pologne. En décembre 2009, la Pologne comptait 700 à 800 km de voies ferrées adaptées au transport ferroviaire atteignant 160 km/h.

### Centralny Port Komunikacyjny(CPK)
En 2019, le Premier ministre de l'époque, Mateusz Morawiecki, a annoncé des plans détaillés concernant le développement du Centralny Port Komunikacyjny (CPK), un mégaprojet comportant deux composantes principales : un nouvel aéroport central entre Varsovie et Łódź et un nouveau réseau ferroviaire national à grande vitesse. Ce réseau sera composé de dix grands corridors rayonnant de l'aéroport vers toutes les régions de Pologne, avec environ 2 000 km de nouvelles lignes ferroviaires à grande vitesse et 3 700 km de lignes ferroviaires modernisées. Les nouvelles lignes seront conçues pour des vitesses de pointe allant jusqu'à 350 km/h, avec des vitesses opérationnelles allant jusqu'à 250 km/h. L'objectif du projet est de fournir des liaisons rapides entre les plus grandes zones urbaines de Pologne et les pays voisins, la gare ferroviaire du nouvel aéroport CPK servant de plaque tournante centrale des transports. La plupart des grandes villes polonaises (à l'exception de Szczecin) auront un temps de trajet jusqu'à l'aéroport de 2,5 heures ou moins. Les connexions seront étendues aux villes qui n'étaient pas desservies par le chemin de fer avant le programme CPK, comme Jastrzębie-Zdrój et Tomaszów Lubelski.
Le programme CPK comprendra des connexions internationales au réseau ferroviaire à grande vitesse prévu en Tchéquie (Katowice - Ostrava et Wałbrzych - Hradec Králové) et vers la Lituanie, la Lettonie et l'Estonie via Rail Baltica (Suwałki - Kaunas),,,, ce qui permettra de réduire le temps de trajet, par exemple entre Varsovie et Prague, de 510 à 270 minutes, et entre Varsovie et Kaunas, de 480 à 210 minutes. La liaison entre Katowice et Ostrava bénéficiera d'investissements conjoints des pays du groupe de Visegrad dans le but de relier Varsovie, Brno, Bratislava et Budapest par voie ferroviaire à grande vitesse.
Le programme CPK devrait être mis en œuvre d’ici 2040. Dix « rayons » ferroviaires rayonneront depuis l'aéroport CPK dans différentes directions. Chaque rayon sera composé de sections nouvellement construites et de parties modernisées de l’infrastructure existante. Les principaux éléments ferroviaires du programme CPK sont répartis selon les axes suivants :
- Rayon 1
  - CPK - Płock - Włocławek - Grudziądz - Tczew - Tricité - Lębork - Słupsk
  - Włocławek - Toruń - Bydgoszcz - Piła - Szczecinek - Białogard - Kołobrzeg
- Rayon 2
  - CPK - Varsovie - Nasielsk - Ciechanów - Działdowo - Olsztyn
- Rayon 3
  - CPL - Varsovie - Zielonka - Tłuszcz - Czyżew - Białystok - Kuźnica
  - Białystok - Ełk - Suwałki - Trakiszki
  - Tłuszcz - Ostrołęka - Łomża - Pisz - Orzysz - Giżycko
- Rayon 4
  - CPK - Varsovie - Siedlce - Łuków - Biała Podlaska - Terespol
- Rayon 5
  - CPK - Varsovie - Otwock - Lublin - Trawniki - Chełm
  - Trawniki - Krasnystaw -- Zamość - Tomaszów Lubelski - Bełżec (- Lviv)
- Rayon 6
  - CPK - Grójec - Warka - Radom - Iłża - Ostrowiec Świętokrzyski - Stalowa Wola - Łętownia - Rzeszów - Sanok
  - Rzeszów - Jasło - Krosno
- Rayon 7
  - CPK - ligne ferroviaire centrale (en) - hub de Petite-Pologne et de Silésie (Węzeł Małopolsko-Śląski) - Cracovie - Podłęże - Nowy Sącz/Chabówka
  - WMŚ - Czechowicz-Dziedzice - Jastrzębie Zdrój
  - WMŚ - Katowice
  - CMK - Opoczno - Końskie -Kielce - Busko Zdrój - Tarnów - Nowy Sącz - Muszyna
- Rayon 8
  - CPK - Skierniewice - Częstochowa - Opole - Nysa - Kłodzko
- Rayon 9
  - CPK - Łódź - Sieradz - Wieruszów - Wrocław - Świdnica - Wałbrzych - Lubawka
  - Sieradz - Kalisz - Poznań - Szczecin - Szczecin Goleniów
  - Kalisz - Ostrów Wielkopolski - Leszno - Głogów - Zielona Góra
  - Poznań - Zbąszynek - Gorzów Wielkopolski
- Rayon 10
  - CPK - Varsovie - Sochaczew - Kutno - Konin - Swarzędz - Poznań

### Ligne de Varsovie à Poznań et Wrocław via Łódź («Ligne Y»)
Avant le programme CPK, des plans avaient été élaborés pour une « Ligne Y » qui aurait relié Varsovie - Łódź - Kalisz. La ligne se serait ensuite divisée en deux branches vers Wrocław et Poznań. Le tracé géométrique de la ligne a été prévu pour permettre une vitesse de 360 km/h. La construction devait commencer vers 2014 et se terminer en 2019. En avril 2010, l'appel d'offres pour une étude de faisabilité a été attribué à un consortium dirigé par la société espagnole Ingenieria IDOM. L'étude de faisabilité a bénéficié d'une subvention de 80 millions d'euros de l'Union européenne. Le coût total de la ligne, y compris la construction et les rames, a été estimé à 6,9 milliards d'euros et devait être financé en partie par des subventions de l'UE.
Au centre de la ville de Łódź, la ligne « Y » aurait traversé un tunnel qui aurait relié deux gares ferroviaires existantes — l'une d'entre elles, Łódź Fabryczna (en), aurait été reconstruite en station souterraine (le contrat de construction a été signé le 18 août 2011). Cependant, le projet de la ligne « Y » a été annulé en 2011 en raison d'un financement insuffisant. Le nœud central de la ligne « Y » (la station de métro Łódź Fabryczna) a toutefois été achevé.

### De Varsovie à Kiev et Lviv
Début février 2022, de retour d'une visite en Pologne, le ministre des Infrastructures ukrainien Oleksandr Kubrakov, son adjoint Mustafa Nayyem et le PDG d'Ukrzaliznytsia Oleksandr Kamyshin ont annoncé que la Pologne et l'Ukraine avaient convenu qu'une liaison ferroviaire à grande vitesse serait construite entre Varsovie et Kiev via la gare de Yahodyn, réduisant les temps de trajet entre les deux villes de quatre heures. Ukrzaliznytsia a également décidé de supprimer toutes les restrictions sur le transit ferroviaire vers la Pologne à compter du 10 février 2022,. Après que l'invasion russe de l'Ukraine en 2022 a causé de nombreux dommages aux infrastructures ferroviaires et aéroportuaires ukrainiennes, le gouvernement polonais a proposé en octobre 2022 à l'Ukraine une aide à la reconstruction d'après-guerre, ainsi que l'ajout d'une liaison ferroviaire à grande vitesse supplémentaire entre Lublin et Lviv via Zamość et Bełżec (rayon n° 5).

## Lignes modernisées
La ligne ferroviaire centrale (CMK) Varsovie - Cracovie/Katowice a été construite à l'origine en 1977 avec une géométrie adaptée à des vitesses allant jusqu'à 250 km/h, et ne nécessite que l'installation d'un équipement de signalisation adapté et quelques travaux de modernisation. L'ETCS niveau 1 a permis aux trains d'atteindre 200 km/h en 2014 sur une partie de la ligne et une nouvelle mise à niveau pour 250 km/h est prévu.
Les travaux de reconstruction ont commencé sur la ligne Varsovie-Gdynia (Sopot et Gdańsk) pour permettre des vitesses allant jusqu'à 200 km/h pour les trains pendulaires, ce qui permet dans un premier temps aux trains de circuler selon les normes ETCS de niveau 1, avec un engagement mais aucun calendrier pour de nouvelles mises à niveau vers les normes ETCS de niveau 2. Le 13 décembre 2020, la limite de vitesse a été augmentée à 200 km/h sur la ligne de Varsovie au port maritime de Gdynia par le nouveau train Pendolino.

## Matériel roulant

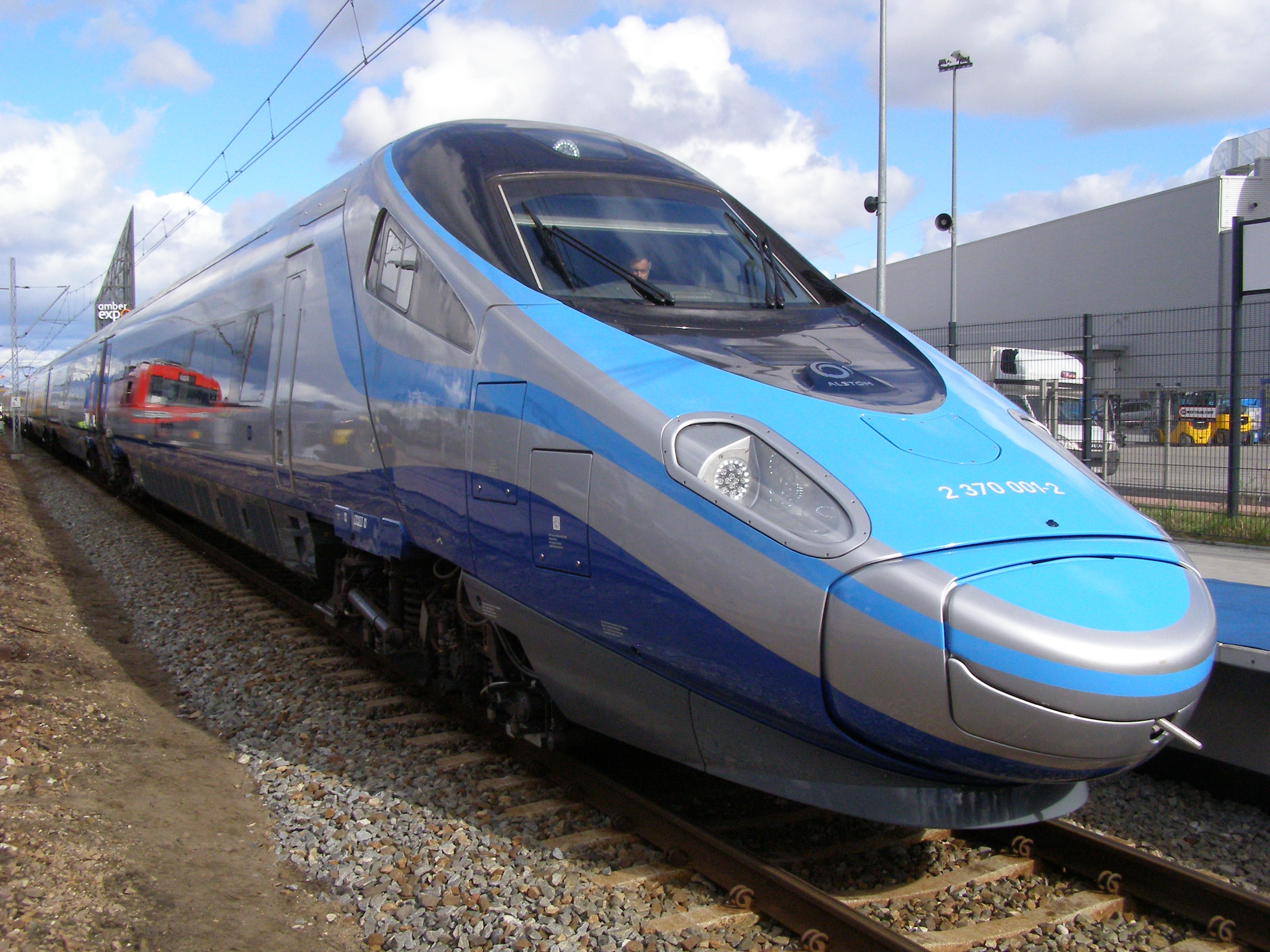
Un Pendolino PKP Intercity ED250

Les rames de sept voitures de la classe ED250 ont été fournies par Alstom Transport. Chaque ensemble dispose de sièges pour 57 passagers de première classe et 345 passagers de deuxième classe, avec un buffet/bar et trois compartiments affaires ou familiaux de quatre places.
Les chemins de fer polonais PKP avaient initialement commandé 16 Pendolinos en 1998, mais la commande a été annulée en 2000 en raison d'un manque de fonds.
En 2010, Alstom était la seule entreprise à soumissionner dans le cadre d'un appel d'offres PKP Intercity pour des trains à grande vitesse, avec une offre de 20 nouveaux trains Pendolino. Ils seront équipés pour travailler sur 25 kV 50 Hz CA, 15 kV 16,7 Hz AC et 3 kV DC, et donc capable de fonctionner en Pologne, en Allemagne, en Autriche et en Tchéquie.
Le 30 mai 2011, les chemins de fer polonais PKP ont signé un accord avec Alstom pour 20 nouveaux Pendolinos à livrer en 2014. Le premier Pendolino a été livré le 12 août 2013. Les trains n'auront pas de capacité d'inclinaison. Les Pendolino devaient circuler sur la ligne ferroviaire centrale à grande vitesse CMK de Cracovie / Katowice à Varsovie, ainsi que sur les lignes de Gdynia à Varsovie et de Wrocław à Varsovie.
Les tests à grande vitesse utilisant le nouveau Pendolino ED250 sur la ligne ferroviaire centrale CMK ont commencé en novembre 2013. Le premier jour des tests, le 16 novembre, le Pendolino a atteint 242 km/h. Le 17 novembre 2013, un nouveau record de vitesse pour les chemins de fer polonais a été établi au km 184 000 de la ligne polonaise n° 4 lorsque le Pendolino ED250 a atteint une vitesse de 291 km/h. Le 24 novembre 2013, dernier jour des tests sur la ligne ferroviaire centrale CMK, le Pendolino a atteint 293 km/h.

### Litige entre Alstom et les chemins de fer polonais PKP
Le contrat entre l'opérateur polonais PKP Intercity et Alstom prévoyait que les huit premières rames Pendolino ED250 soient livrées le 6 mai 2014, testées (« homologuées ») pour une exploitation à 250 km/h en utilisant la signalisation du système européen de contrôle des trains de niveau 2. Les tests n'avaient pas été effectués en mai et PKP a annoncé qu'Alstom n'avait pas respecté les termes du contrat et qu'il se verrait infliger des pénalités à compter du 6 mai. Alstom a répondu que l'homologation en Pologne à 250 km/h en utilisant l'ETCS Niveau 2 était impossible, car l'ETCS Niveau 2 n'était opérationnel nulle part en Pologne, et la ligne ferroviaire centrale (Pologne) où le premier Pendolino ED250 avait atteint 293 km/h lors des tests était équipé d'ETCS Niveau 1, et non Niveau 2. Le 26 juin 2014, un compromis a été trouvé entre PKP et Alstom selon lequel les Pendolinos seraient livrés dans le cadre d'une homologation en deux étapes, d'abord homologués pour une exploitation utilisant l'ETCS Niveau 1 et finalement homologués pour l'ETCS Niveau 2. Les Pendolinos ont été mis en service le 14 décembre 2014.

### État opérationnel
Alstom prévoit d'employer environ 130 personnes au dépôt de maintenance de Grochów, qui dispose de trois voies couvertes pour l'entretien et de deux pour la maintenance. L'entreprise utilise ses systèmes de surveillance et de diagnostic de l'état de santé TrainTracer pour gérer la flotte, garantissant ainsi que suffisamment de rames sont disponibles pour l'opérateur. Certains ensembles sont stationnés pendant la nuit aux terminaux extérieurs et sont acheminés dans le dépôt selon les besoins. Le régime de gestion de la flotte et de maintenance des arrêts aux stands a été développé en s'appuyant sur l'expérience acquise dans la maintenance de la flotte de Pendolino de classe 390 de Virgin Trains West Coast au Royaume-Uni, de nombreux employés étant formés à Manchester.